# 甲子園ボウル
甲子園ボウル（こうしえんボウル）は、 全日本大学アメリカンフットボール選手権大会の決勝戦。毎年12月の第3日曜日に、兵庫県西宮市にある阪神甲子園球場で行われ、主催は日本アメリカンフットボール協会と毎日新聞社、特別協賛は2016年シーズンから三菱電機が務めている。現在の正式名称は「三菱電機杯第○○回毎日甲子園ボウル」である。ボウル(bowl)とは丼という意味で、試合が行われる競技場の形状が似ているためこのように呼称される。
2008年シーズンまでは、選手権試合ではなく「東西大学王座決定戦」として、関東学生リーグと関西学生リーグの代表校による対抗戦として大学王座を争った。2009年シーズンから全国8連盟による全日本大学選手権の開始と共に、2020年を除きその決勝戦としての舞台に移行した。

## 概要
戦後、各大学の活動が再開され回復・発展の動きを見せていたアメリカンフットボールのイベントを検討していた毎日新聞社に、戦前から行われ中断していた同志社大学と慶應義塾大学の春の定期戦を復活させる話が持ち込まれたのが開催の発端である。両校はともに前年のリーグ優勝校でもあったために東西大学王座決定戦として位置づけられることとなり、当時の運動部記者であった葉室鐵夫らが阪神電鉄に働きかけ進駐軍への接収が解かれた甲子園球場を使用することに決まった。こうして第1回甲子園バウル（第5回大会までは米語の発音に倣ってこのように表記・発音されていた）は1947年（昭和22年）4月13日に慶應義塾大学と同志社大学の間で行われ、翌年の第2回大会からも東西リーグの優勝校が出場し勝者を大学王者とする運営形態が徐々に整えられていった。
2008年シーズンまでは関西学生連盟が関東学生連盟の代表チームを招待して、関西学生リーグの優勝チーム（あるいは代表チーム）と対決し東西大学の王座を決定するという名目の対抗戦試合であった。
また2008年シーズン以前の日本の大学アメリカンフットボール競技では全国規模で統一された選手権大会が存在しておらず、更に技量の面で関東・関西の学生連盟所属校が全国の中で群を抜いており、かつ本大会が日本国内で有数の伝統あるボウルゲームである事から事実上の学生日本一の決定戦として機能していた（関連で後述のライスボウルへの出場方法をめぐっても参照）。
2005年の大会で通算60回を数え、ハーフタイムショーではこれを記念して芝川龍平（関西学院大学）、東海辰弥（京都大学）、梶山龍誠（日本大学）、河口正史（立命館大学）の往年の名選手4名を招いてセレモニーが行われた。
前述のとおり、初期の「東西大学王座決定戦」の名残から、各地区の代表枠は1校づつだったが、2024年度から関東TOP8と関西1部からの出場校がそれぞれの3位までに拡大されたため、状況によっては「関東勢同士」「関西勢同士」の組み合わせになる可能性もある。

## 大会運営

### 対戦校の決定方法

#### 現行方式
- 2024年シーズン-（令和6年）
  - 関西学生1部リーグと関東学生1部リーグTOP8からは3位校までの選手権出場、それ以外の地区は従来どおり優勝校のみが選手権に出場する。関西1位校側を例にすると、東北、北陸・中四国の代表校が前年の選手権の成績に基づくパラマストーナメント方式のトーナメントを行い、その勝者が関西1位校と対戦する。その勝者は関東2位校対関西3位校の勝者と対戦し、その勝者が甲子園ボウルに出場する。すなわち、決勝までの2つのトーナメントが東西地区の各代表校が混在することになり、関西（または関東）1位校と2位校、あるいは2位校と3位校の対戦なら同一地区同士の甲子園ボウルも有り得ることになる。これは、甲子園ボウルがすでに東西王座決定戦ではないことはもちろん、完全に東日本対西日本の決戦でもなくなることを意味する。3年間はこの方式を採用する予定である。[4]。
  - なお、当該年度の勝ち上がり校の所属地区が、翌年度シーズンの当該ラウンドの主管権利を得る（例として1回戦で勝ち上がった学校の所属地区が、翌年度の1回戦の主管権を得る）。ただし、準々決勝のうち、関東と関西のチームがそれ以外の地区と対戦する2試合に関しては、原則として関東・関西以外の地域で行うものとし、決勝戦に当たる甲子園ボウルは従来通り、甲子園球場での中立地開催とする。
  - 2回戦と準々決勝に関しては、下のラウンドから勝ち上がったチームが勝利した場合は、翌年度は勝利チームの所属する地区が、敗戦したチームの所属地区とトーナメント表の場所を入れ替える（これを「勝ち上がり・負け下がり」という）が、トーナメント表の左右の入れ替えはない。ただし、準々決勝において関東TOP8、並びに関西1部の優勝校が東西以外の地区に敗れた場合は、翌年度のシード順について別途検討する。また「勝ち上がり・負け下がり」が発生しない場合、翌年度2回戦のシード地区がトーナメント表の場所を入れ替えるものとする。
  - 同点の場合、準決勝まではタイブレーク方式を行い、それでも決しない場合は代表者による抽選で次回ラウンドの勝ち上がり校を決めるが、甲子園ボウルについてはタイブレークは行わず両校優勝とする。
  - 1回戦～準々決勝までは1クォーター当たり12分（ハーフタイム15分）、準決勝と甲子園ボウルは1クォーター当たり15分（ハーフタイム20分）とする[5]。

#### 過去の方式
- 2008年シーズン（平成20年）まで
  - 関西学生リーグの優勝校が出場する。関西学生リーグでは1部所属の8校による1回総当りのリーグ戦（シングル・ラウンド・ロビン方式）で優勝チームを決める。勝敗数のみでの順位決定のため、同率1位の場合はすべて優勝校とし、甲子園ボウル出場校の決定戦（1試合のプレーオフ）を別個に実施しその勝者が出場する。リーグ優勝校が3チーム以上となった場合はトーナメント形式で決定戦を行う（1996年（平成8年）に京都大学・関西学院大学・立命館大学が同率1位となった際は抽選で1校をシード扱いとし、残り2校の対戦（1回戦）の勝者と対戦する方式だった）。
  - 関東学生リーグの優勝校を招待する（関東学生リーグの優勝校の決定方法は本大会の実施要項で規定されておらず、関東学生連盟に一任されたものである）。関東学生リーグでは1部所属16校を8校ずつの2ブロック（A・Bブロック）に毎年編成替えを行い、ブロック毎に1回総当りのリーグ戦を行う。各ブロックの1位校が関東大学選手権（クラッシュボウル）で対戦し、その勝者が関東学生リーグの優勝校として出場する。
- 2009年シーズン（平成21年）・2010年シーズン（平成22年）
  - 全日本大学選手権とし、甲子園ボウルをその決勝戦と位置づける。選手権は全国8連盟のリーグ代表校によるトーナメント戦で東日本代表校と西日本代表校をそれぞれ決定する。東日本代表校は関東学生リーグのA・Bブロックの優勝校がそれぞれ北海道・東北の代表校と戦い、その勝者同士の対戦で決定する（3試合ともにクラッシュボウル）。西日本代表校はまず東海と北陸、中四国と九州の代表（平和台ボウル）が対戦し、さらに勝者同士の対戦での勝者が関西学生リーグの代表校との代表決定戦に進む。

※ 但し、関西学生リーグの優勝大学が3校あった場合はその3校と東海・北陸・中四国・九州のトーナメントを勝ち上がった大学を交えてのトーナメントで甲子園出場をかけることになった（2010年が該当。この時は関西大学、関西学院大学、立命館大学の3チームが関西リーグ優勝。これに南山大学を加えた4チームが甲子園出場を目指すという方式となった）。
  - 一連の構想が発表された2009年2月の時点で、甲子園ボウルを主管する関西学生連盟は、この形態で2年間運営し、2011年シーズンには制度を見直すことを表明した。

- 2011年シーズン（平成23年）から
  - 関東学生リーグA・B各ブロックの優勝校による関東大学選手権（クラッシュボウルから「あずまボウル」に名称変更）を行い関東代表を決め、北海道・東北の代表校が東日本代表校準決勝戦（パインボウル）を行い、パインボウルの勝者と関東代表により東日本代表校決定戦を行うように変更となった。西日本地区に変更はない。

- 2014年シーズン（平成26年）から
  - 東日本は関東学生リーグが新しい1・2部制（「TOP8」（実質1部）と「BIG8」（実質2部）の8チームずつでクラスごとのリーグ戦を行なう）に変更されたことに伴い、関東選手権は2013年をもって廃止され、甲子園ボウル（全日本大学選手権）の東日本代表決定戦へはTOP8リーグの優勝チームが進出する。西日本地区に変更はない。

- 2016年シーズン（平成28年）から
  - 西日本代表を決めるためのトーナメントの方式と出場条件が変更となった。関西学生連盟からは、優勝校に加え2位校も出場決定戦に出場できる。すなわち、九州・中四国・東海・北陸の4地区が、前年の選手権の順位を元にしたパラマストーナメント方式により対戦し、その勝者が関西2位校と対戦し、その勝者が関西1位校と西日本代表校決定戦（WESTERN JAPAN BOWL）で対戦し、その勝者が西日本代表校となる。東日本地区に変更はない。

- 2020年シーズン（令和2年）
  - 西日本代表を決めるためのトーナメントの方式が変更になる予定であったが、新型コロナウイルス感染症の影響により、全日本大学選手権の決勝戦とすることを断念。2008年シーズン（平成20年）までと同様の東西対抗戦の扱いとなる。

- 2021年シーズン（令和3年）
  - 西日本代表を決めるためのトーナメントの方式が変更。関西は第3代表（3位校）までが選手権に出場する。すなわち関西以外の4校は、2018年のアメフト西日本代表決定戦トーナメント1回戦で敗退した中四国代表と、4回戦敗退の東海代表が対戦。この勝者が関西3位校と対戦する。2018年のアメフト西日本代表決定戦トーナメント2回戦敗退の北陸代表と3回戦敗退の九州代表が対戦し、その勝者が関西2位校と対戦する。それぞれの勝者チーム同士が対戦し、その勝者と関西1位校と西日本代表校決定戦（WESTERN JAPAN BOWL）で対戦し、その勝者が西日本代表校となる。3年間はこの方式を採用するとしていたが、実際には1年のみの方式となった。東日本地区は引き続き変更はない。WESTERN JAPAN BOWLは2021年で終了となっている。

- 2022年シーズン（令和4年）
  - 従来の「東日本」、「西日本」という枠組みを取り外し、全国8学連から代表1校ずつの計8校が選手権に出場して、パラマストーナメント方式の変則トーナメントを行う。2023年までの2年間実施とする。2021年の選手権は、東日本代表を決めるトーナメントに3校、西日本代表を決めるトーナメントに7校が参加と、東西で参加校数が全く違う上、西日本のトーナメントには関西から3校が出場しており、西日本の代表決定戦は関学と立命の関西学生リーグ優勝決定戦の再戦となっていたことが問題とされ、わずか1年で方式を変更することになった。各地区のパラマストーナメントの位置は、前年の勝敗によって入れ替える。そのため関西代表校は全日本選手権の準決勝からとなり、関西代表校対その他の地区の勝ち上がりチームの対戦となった。ただ、従来の「東日本」、「西日本」という枠組みを取り外したとはいえ、東海地区代表校を旧東日本地区側のトーナメントに移しただけである。順当なら決勝戦である甲子園ボウルは東西対戦になることに変わりはなかった。

- 2024年シーズン（令和6年）
  - 関東と関西地区から3位校までが選手権に出場できるようになり、決勝である甲子園ボウルまでのトーナメントの両側に関東校と関西校配置されることにより、「東日本」対「西日本」という枠組みが完全に撤廃され、決勝が東日本対西日本にはならない可能性も高くなった。2024年は東日本1位校と西日本1位校との対戦となり、結果的に東日本対西日本の対戦が保たれた。

### 試合方式
通常の4クォーター制（1クォーター15分）で試合を行い、得点の多いチームの勝ち抜け。同点で終わった場合、「甲子園ボウル」としては記録上同点優勝であるが、ライスボウルの学生側の代表校を決定するため、
- 2015年までは代表者によるコイントスを行って代表校を決定していた。
- 2016年からは、西日本代表を決めるためのトーナメントの方式と出場条件が変更となった。関西学生連盟次のステップへの出場チームを決定していたが現在は第4クォーター終了後にゴール前25ヤードの地点から1回ごとに交互に攻守を繰り返し、どちらかの得点が上回るまでプレーを行うタイブレーク方式による延長戦で進出チームを決める。ただしこの方式になって以降、まだ延長戦が行われた事例はない。なお決勝戦（甲子園ボウル）では延長タイブレークはするが、大会の記録上は両校優勝となる。甲子園ボウルの勝者は2020年シーズンまではライスボウルの出場権を得て、社会人王者と対戦していた。
- 2021年からライスボウルが社会人の「Xリーグ」1部リーグ（現在のX1 Super）の優勝決定戦（従前の「日本社会人選手権試合」=ライスボウル社会人代表決定戦）を統合し、学生枠が消滅したため、同点時のタイブレークは行われなくなった。

### フィールドの設定
第65回（2010年）以降の試合は、ホームベースからバックスクリーンにかけて縦方向にフィールドを設置し、普段は土である内野にも芝生を敷設して行っている。2010年・2011年は完全な縦方向（センターラインに並行）であったが、第67回（2012年）からは完全な縦方向ではなく、3塁ベンチ前からライトスタンドに向かってやや傾けた方向にフィールドが設定される。
これ以前にフィールドの設置をこの方向にしたのは過去に第44回（1989年）の一度きりで、その時以外はすべて外野のライト-レフト間を横方向に使ってフィールドを設けていた。その際には土となっているレフト線・ライト線・2塁ベース後方に仮設の天然芝を敷設していた（2009年よりレフト線・ライト線の土部分はなくなった）。ラッキーゾーンがあった時代は、ラッキーゾーンを囲う網フェンスを撤去した上でフィールドを設置していた。また、マウンド付近には、関東代表チーム用応援席とテレビ実況ブース（毎日放送・NHK）や関東代表チームのスポッター席用のプレハブの仮設スタンドが、バックスクリーンには関西代表チームのスポッター席と中継用カメラが設置されていた。第60回大会（2005年）（平成17年）の中継では、関学大OBの濱田篤則がバックスクリーン側スポッター席からの視点で解説を行った。
2007年（平成19年）10月から2009年（平成21年）3月までのプロ野球のシーズンオフ期間中に阪神甲子園球場の改修工事が行われたため、2007年の第62回大会、および翌2008年の第63回大会は、代替の長居陸上競技場に会場を移して開催された。大会名称については「毎日甲子園ボウル in NAGAI」とされた。

### ハーフタイムショー
試合の前半と後半の間には、ハーフタイムショーが行われる。
2020年は、新型コロナウイルス感染症の世界的流行による影響でショーは中止され、武庫川女子大学附属中学校・高等学校によるムービー出演という形式をとった。

### 中学招待タッチフットボール試合
前座の試合として、中学生によるタッチフットボールの試合が行われる。長らく滋賀県長浜市の中学校の代表校を招待して関西学院中学部と試合する対戦形式で行われてきたが、現在では関西の各府県の中学校でトーナメント形式の予選を行い、出場チームが決定される。現在は関西の中学校リーグの決勝戦となっている。
第79回(2024年)は立命館守山中学校と立命館宇治中学校が対戦し、立命館宇治中学校が勝利した。

## ミルズ杯
甲子園ボウルの終了後、学生アメリカンフットボールの年間最優秀選手に与えられるのがミルズ杯（通称「チャック・ミルズ杯」）である。
NFLカンザスシティ・チーフスのアシスタントコーチ時代に第1回スーパーボウルに出場し、1971年（昭和46年）以降、ヘッドコーチとしてユタ州立大学他を率いて再三来日し試合やクリニック等を通じて日本のアメリカンフットボールの発展に大きく寄与したチャック・ミルズ（Chuck Mills）の功績を讃えるべくその名が冠せられ、1974年（昭和49年）から贈られている。毎年のトロフィーはミルズ自らが私費を投じて作られている。またミルズは可能な限り甲子園ボウルの際に来日し、トロフィーを受賞者に直接手渡すようにしていた。
敗戦チームから受賞者が選出されることも過去3度（1982年、1985年、1996年）あり、2019年と2023年には甲子園ボウル不進出のチームから受賞者が選出されている。
歴代受賞者
- 第29回（1974年） FB 柴田尚（関西学院大学）
- 第30回（1975年） RB 谷口義弘（関西学院大学）
- 第31回（1976年） K 村田安弘（関西学院大学）
- 第32回（1977年） FB 越中啓至（関西学院大学）
- 第33回（1978年） QB 金井義明（日本大学）
- 第34回（1979年） QB 鈴木隆之（日本大学）
- 第35回（1980年） QB 鈴木隆之（日本大学）
- 第36回（1981年） WR 渋谷光二（日本大学）
- 第37回（1982年） RB 松田明彦（京都大学）
- 第38回（1983年） QB 大社充（京都大学）
- 第39回（1984年） QB 松岡秀樹（日本大学）
- 第40回（1985年） RB 吉村祐二（明治大学）
- 第41回（1986年） QB 東海辰弥（京都大学）
- 第42回（1987年） QB 東海辰弥（京都大学）
- 第43回（1988年） QB 山田喜弘（日本大学）
- 第44回（1989年） QB 宇田川健二（日本大学）
- 第45回（1990年） WR 梶山龍誠（日本大学）
- 第46回（1991年） DT 池之上貴裕（関西学院大学）
- 第47回（1992年） QB 金岡禧友（京都大学）
- 第48回（1993年） RB 前島純（関西学院大学）
- 第49回（1994年） QB 東野稔（立命館大学）
- 第50回（1995年） DT 伊藤重将（京都大学）
- 第51回（1996年） QB 岡本勝之（法政大学）
- 第52回（1997年） QB 杉本篤（京都大学）
- 第53回（1998年） RB 杉山将人（立命館大学）
- 第54回（1999年） QB 有馬隼人（関西学院大学）
- 第55回（2000年） QB 井川宅朗（法政大学）
- 第56回（2001年） QB 尾崎陽介（関西学院大学）
- 第57回（2002年） QB 高田鉄男（立命館大学）
- 第58回（2003年） QB 高田鉄男（立命館大学）
- 第59回（2004年） WR 木下典明（立命館大学）
- 第60回（2005年） RB 丸田泰裕（法政大学）
- 第61回（2006年） RB 丸田泰裕（法政大学）
- 第62回（2007年） QB 三原雄太（関西学院大学）
- 第63回（2008年） RB 松森俊介（立命館大学）
- 第64回（2009年） RB 藤森裕人（関西大学）
- 第65回（2010年） QB 谷口翔真（立命館大学）
- 第66回（2011年） K/P 大西志宜（関西学院大学）
- 第67回（2012年） QB 畑卓志郎（関西学院大学）
- 第68回（2013年） DL 池永健人（関西学院大学）
- 第69回（2014年） RB 鷺野聡（関西学院大学）
- 第70回（2015年） RB 西村七斗（立命館大学）
- 第71回（2016年） LB 山岸明生（関西学院大学）
- 第72回（2017年） QB 林大希（日本大学）
- 第73回（2018年） QB 奥野耕世（関西学院大学）
- 第74回（2019年） QB 荒木優也（立命館大学）
- 第75回（2020年） QB 奥野耕世（関西学院大学）
- 第76回（2021年） RB 前田公昭（関西学院大学）
- 第77回（2022年） DL トゥロター ショーン礼（関西学院大学）
- 第78回（2023年） QB 須田啓太（関西大学）
- 第79回（2024年） RB 山嵜大央（立命館大学）

## 歴代成績

### 対戦結果
| #                                                                                       | 開催日         | 天候 | 関東         | score | 関西         | 備考                                                                                   |
| --------------------------------------------------------------------------------------- | -------------- | ---- | ------------ | ----- | ------------ | -------------------------------------------------------------------------------------- |
| 1                                                                                       | 1947年4月13日  |      | 慶應義塾大学 | 45-0  | 同志社大学   |                                                                                        |
| 2                                                                                       | 1948年1月1日   |      | 明治大学     | 0-6   | 関西大学     |                                                                                        |
| 3                                                                                       | 1949年1月9日   |      | 慶應義塾大学 | 14-7  | 関西大学     |                                                                                        |
| 4                                                                                       | 1949年12月18日 |      | 慶應義塾大学 | 7-25  | 関西学院大学 |                                                                                        |
| 5                                                                                       | 1950年12月10日 |      | 慶應義塾大学 | 6-20  | 関西学院大学 |                                                                                        |
| 6                                                                                       | 1951年12月9日  |      | 立教大学     | 19-14 | 関西学院大学 |                                                                                        |
| 7                                                                                       | 1952年12月7日  |      | 立教大学     | 20-0  | 関西学院大学 |                                                                                        |
| 8                                                                                       | 1953年12月6日  |      | 立教大学     | 7-19  | 関西学院大学 |                                                                                        |
| 9                                                                                       | 1954年12月5日  |      | 立教大学     | 7-15  | 関西学院大学 |                                                                                        |
| 10                                                                                      | 1955年11月23日 |      | 日本大学     | 26-26 | 関西学院大学 | 史上初めての両校優勝                                                                   |
| 11                                                                                      | 1956年11月23日 |      | 日本大学     | 0-33  | 関西学院大学 |                                                                                        |
| 12                                                                                      | 1957年11月24日 |      | 日本大学     | 14-6  | 関西学院大学 |                                                                                        |
| 13                                                                                      | 1958年12月7日  |      | 日本大学     | 13-12 | 関西学院大学 |                                                                                        |
| 14                                                                                      | 1959年12月6日  |      | 日本大学     | 42-0  | 関西学院大学 |                                                                                        |
| 15                                                                                      | 1960年12月4日  |      | 立教大学     | 36-16 | 関西学院大学 | 甲子園球場の改修工事のため阪急西宮球場で「毎日ボウル」として開催                       |
| 16                                                                                      | 1961年12月10日 |      | 日本大学     | 14-6  | 関西学院大学 |                                                                                        |
| 17                                                                                      | 1962年12月2日  |      | 日本大学     | 28-24 | 関西学院大学 |                                                                                        |
| 18                                                                                      | 1963年12月8日  |      | 日本大学     | 30-18 | 関西学院大学 |                                                                                        |
| 19                                                                                      | 1965年1月15日  |      | 日本大学     | 48-14 | 関西学院大学 |                                                                                        |
| 20                                                                                      | 1965年12月5日  |      | 立教大学     | 22-22 | 関西学院大学 | 史上2回目の両校優勝                                                                    |
| 21                                                                                      | 1966年12月4日  |      | 日本大学     | 40-12 | 関西学院大学 |                                                                                        |
| 22                                                                                      | 1967年12月10日 |      | 日本大学     | 12-31 | 関西学院大学 |                                                                                        |
| 23                                                                                      | 1968年12月15日 |      | 明治大学     | 36-38 | 関西学院大学 |                                                                                        |
| 24                                                                                      | 1969年12月14日 |      | 日本大学     | 30-14 | 関西学院大学 |                                                                                        |
| 25                                                                                      | 1970年12月13日 |      | 日本大学     | 6-34  | 関西学院大学 |                                                                                        |
| 26                                                                                      | 1971年12月12日 |      | 日本大学     | 28-22 | 関西学院大学 |                                                                                        |
| 27                                                                                      | 1972年12月10日 |      | 法政大学     | 34-20 | 関西学院大学 |                                                                                        |
| 28                                                                                      | 1973年12月9日  |      | 日本大学     | 7-24  | 関西学院大学 |                                                                                        |
| 29                                                                                      | 1974年12月8日  |      | 日本大学     | 20-28 | 関西学院大学 |                                                                                        |
| 30                                                                                      | 1975年12月14日 |      | 明治大学     | 7-56  | 関西学院大学 |                                                                                        |
| 31                                                                                      | 1976年12月12日 |      | 明治大学     | 22-29 | 関西学院大学 |                                                                                        |
| 32                                                                                      | 1977年12月11日 |      | 日本大学     | 20-51 | 関西学院大学 |                                                                                        |
| 33                                                                                      | 1978年12月10日 |      | 日本大学     | 63-7  | 関西学院大学 |                                                                                        |
| 34                                                                                      | 1979年12月9日  |      | 日本大学     | 48-0  | 関西学院大学 |                                                                                        |
| 35                                                                                      | 1980年12月13日 |      | 日本大学     | 42-7  | 関西学院大学 |                                                                                        |
| 36                                                                                      | 1981年12月13日 |      | 日本大学     | 42-31 | 関西学院大学 |                                                                                        |
| 37                                                                                      | 1982年12月12日 | 晴   | 日本大学     | 65-28 | 京都大学     |                                                                                        |
| 38                                                                                      | 1983年12月11日 | 晴   | 日本大学     | 14-30 | 京都大学     |                                                                                        |
| 39                                                                                      | 1984年12月9日  | 晴   | 日本大学     | 42-42 | 関西学院大学 | 史上3回目の両校優勝（ライスボウルへは日本大学が出場）                                  |
| 40                                                                                      | 1985年12月8日  | 晴   | 明治大学     | 46-48 | 関西学院大学 |                                                                                        |
| 41                                                                                      | 1986年12月14日 | 晴   | 日本大学     | 28-49 | 京都大学     |                                                                                        |
| 42                                                                                      | 1987年12月13日 | 晴   | 日本大学     | 17-41 | 京都大学     |                                                                                        |
| 43                                                                                      | 1988年12月11日 | 晴   | 日本大学     | 35-28 | 関西学院大学 |                                                                                        |
| 44                                                                                      | 1989年12月17日 | 晴   | 日本大学     | 45-14 | 関西学院大学 |                                                                                        |
| 45                                                                                      | 1990年12月16日 | 晴   | 日本大学     | 34-7  | 京都大学     |                                                                                        |
| 46                                                                                      | 1991年12月15日 | 晴   | 専修大学     | 20-25 | 関西学院大学 |                                                                                        |
| 47                                                                                      | 1992年12月13日 | 雨   | 法政大学     | 7-17  | 京都大学     |                                                                                        |
| 48                                                                                      | 1993年12月19日 | 晴   | 日本体育大学 | 10-35 | 関西学院大学 |                                                                                        |
| 49                                                                                      | 1994年12月18日 | 晴   | 法政大学     | 22-24 | 立命館大学   |                                                                                        |
| 50                                                                                      | 1995年12月17日 | 曇   | 法政大学     | 17-24 | 京都大学     |                                                                                        |
| 51                                                                                      | 1996年12月15日 | 晴   | 法政大学     | 21-28 | 京都大学     |                                                                                        |
| 52                                                                                      | 1997年12月20日 | 晴   | 法政大学     | 21-21 | 関西学院大学 | 史上4回目の両校優勝（ライスボウルへは法政大学が出場）                                  |
| 53                                                                                      | 1998年12月19日 | 晴   | 法政大学     | 17-25 | 立命館大学   |                                                                                        |
| 54                                                                                      | 1999年12月19日 | 晴   | 法政大学     | 13-52 | 関西学院大学 |                                                                                        |
| 55                                                                                      | 2000年12月17日 | 雨   | 法政大学     | 28-21 | 関西学院大学 |                                                                                        |
| 56                                                                                      | 2001年12月16日 | 晴   | 法政大学     | 6-24  | 関西学院大学 |                                                                                        |
| 57                                                                                      | 2002年12月15日 | 晴   | 早稲田大学   | 14-51 | 立命館大学   |                                                                                        |
| 58                                                                                      | 2003年12月21日 | 晴   | 法政大学     | 6-61  | 立命館大学   |                                                                                        |
| 59                                                                                      | 2004年12月19日 | 晴   | 法政大学     | 17-38 | 立命館大学   |                                                                                        |
| 60                                                                                      | 2005年12月18日 | 晴   | 法政大学     | 17-14 | 立命館大学   |                                                                                        |
| 61                                                                                      | 2006年12月17日 | 雨   | 法政大学     | 45-43 | 関西学院大学 | 史上初めて雷に伴う約30分間の中断（第3クォーター）を挟む                                |
| 62                                                                                      | 2007年12月16日 | 晴   | 日本大学     | 38-41 | 関西学院大学 | 甲子園球場の改修工事のため長居陸上競技場で「毎日甲子園ボウル in Nagai」として開催      |
| 63                                                                                      | 2008年12月21日 | 曇   | 法政大学     | 8-19  | 立命館大学   | 前年に引き続き「毎日甲子園ボウル in Nagai」として開催                                  |
| -                                                                                       | -              | -    | 東日本       | -     | 西日本       | -                                                                                      |
| 64                                                                                      | 2009年12月13日 | 曇   | 法政大学     | 38-50 | 関西大学     | 「全日本大学アメリカンフットボール選手権大会」の決勝戦へ移行 3年振りに甲子園開催へ戻る |
| 65                                                                                      | 2010年12月19日 |      | 早稲田大学   | 21-48 | 立命館大学   |                                                                                        |
| 66                                                                                      | 2011年12月18日 |      | 日本大学     | 3-24  | 関西学院大学 |                                                                                        |
| 67                                                                                      | 2012年12月16日 | 晴   | 法政大学     | 17-20 | 関西学院大学 |                                                                                        |
| 68                                                                                      | 2013年12月15日 |      | 日本大学     | 9-23  | 関西学院大学 |                                                                                        |
| 69                                                                                      | 2014年12月14日 |      | 日本大学     | 10-55 | 関西学院大学 |                                                                                        |
| 70                                                                                      | 2015年12月13日 | 曇   | 早稲田大学   | 27-28 | 立命館大学   |                                                                                        |
| 71                                                                                      | 2016年12月18日 |      | 早稲田大学   | 14-31 | 関西学院大学 |                                                                                        |
| 72                                                                                      | 2017年12月17日 | 晴   | 日本大学     | 23-17 | 関西学院大学 |                                                                                        |
| 73                                                                                      | 2018年12月16日 |      | 早稲田大学   | 20-37 | 関西学院大学 |                                                                                        |
| 74                                                                                      | 2019年12月15日 | 晴   | 早稲田大学   | 28-38 | 関西学院大学 |                                                                                        |
| -                                                                                       | -              | -    | 関東         |       | 関西         |                                                                                        |
| 75                                                                                      | 2020年12月13日 |      | 日本大学     | 24-42 | 関西学院大学 | 新型コロナウイルス感染症の世界的流行により、この年は東西王座決定戦となる               |
| -                                                                                       | -              | -    | 東日本       | -     | 西日本       | -                                                                                      |
| 76                                                                                      | 2021年12月19日 |      | 法政大学     | 7-47  | 関西学院大学 | ライスボウルが社会人優勝決定戦に移行したため、学生の最終戦となる                       |
| -                                                                                       | -              | -    | 旧東日本     | -     | 旧西日本     | -                                                                                      |
| 77                                                                                      | 2022年12月18日 |      | 早稲田大学   | 17-34 | 関西学院大学 | 「東日本」「西日本」の概念を撤廃                                                       |
| 78                                                                                      | 2023年12月17日 |      | 法政大学     | 21-61 | 関西学院大学 |                                                                                        |
| 79                                                                                      | 2024年12月15日 |      | 法政大学     | 35-45 | 立命館大学   |                                                                                        |
| 通算成績：関東／東日本／旧東日本代表校28勝、関西／西日本／旧西日本代表校47勝、4引き分け |                |      |              |       |              |                                                                                        |

### 出場校別の戦績
出場回数順、戦績の同じものは出場の古い順。優勝回数は勝数と引分の和となる。
（2024年12月15日現在）
| 校名         | 出場 | 勝数 | 負数 | 引分 |
| ------------ | ---- | ---- | ---- | ---- |
| 関西学院大学 | 57   | 30   | 23   | 4    |
| 日本大学     | 35   | 19   | 14   | 2    |
| 法政大学     | 20   | 4    | 15   | 1    |
| 立命館大学   | 10   | 9    | 1    |      |
| 京都大学     | 8    | 6    | 2    |      |
| 早稲田大学   | 7    | 0    | 7    |      |
| 立教大学     | 6    | 3    | 2    | 1    |
| 明治大学     | 5    | 0    | 5    |      |
| 慶應義塾大学 | 4    | 2    | 2    |      |
| 関西大学     | 3    | 2    | 1    |      |
| 同志社大学   | 1    | 0    | 1    |      |
| 専修大学     | 1    | 0    | 1    |      |
| 日本体育大学 | 1    | 0    | 1    |      |

## 周辺情報

### テレビ放送
甲子園ボウルが初めてテレビ中継されたのは1956年の第11回大会であった。放送局はNHKで翌1957年まで2年間担当した。1958年はテレビ中継がなかったが、1959年は毎日放送が中継した。その後、暫く中継はなく、1966年の第21回大会で7年振りに中継が復活した（担当は毎日放送。当時は腸捻転時代だが、NETテレビ系列局で放送されたかは不明）。1967年から1984年まではNHKがテレビ放送を担当。1967年からカラー放送となった（サンテレビが同時中継していた年もある）。1985年から再び毎日放送がテレビ放送を担当し、1999年まではTBS系列にて試合当日の14時ないし15時からの2時間にわたり全国ネットで放送されていた。試合の前半は録画で後半を生中継する形態が多かったが、2000年からは深夜枠に移動し、時間も従来よりは短縮した録画中継の形で放送されていた（放送時間は24:30 - 26:24）。同局系のCS放送局GAORAでは後日に完全録画中継の形で放送されていた。2005年の中継では初めてステディカムが導入されコイントスと直後のウォー・クライ等、選手の視点に近い位置からの映像に威力を発揮した。2008年の中継では、GAORAとBS-iにて試合終了まで完全生中継されたが、地上波では当日深夜のダイジェスト放送は前年と同じものの、放映は毎日放送とTBSのみになり、実質的に衛星波へシフトする形となる。
2009年より、毎日放送に代わってNHKがテレビ放送することになり、スポンサーなどの意向より、NHK BS-1にて生中継放送が行われている。
2012年から並行してCSでの放送が復活し、GAORAでの録画中継も実施されている。

#### 歴代の実況アナウンサー
- 毎日放送による中継（1985年 - 2008年）での実況担当者
  - 井上光央（1985年、1987年）
  - 三好俊行（1986年）
  - 結城哲郎（1988年 - 2001年）
  - 森本栄浩（2002年 - 2008年）
- NHKによる中継（2009年以降）の実況担当者）
  - 黒氏康博（2009年）、鏡和臣（同・副音声）
  - 松野靖彦（2010年）、広坂安伸（同・副音声）
  - 三浦拓実（2011年）、一橋忠之（同・副音声）
  - 松野靖彦（2012年）、塚本貴之（同・副音声）
  - 松野靖彦（2013年）、横山哲也（同・副音声）
  - 星野圭介（2014年）、浅井僚馬（同・副音声）
  - 星野圭介（2015年）、松野靖彦（同・副音声）
  - 浅井僚馬（2016年）、厚井大樹（同・副音声）
  - 厚井大樹（2017年）、中村泰人（同・副音声）
  - 笠井大輔（2018年）、澤田彩香（同・副音声）
  - 浅井僚馬（2019年）、船岡久嗣（同・副音声）
  - 別井敬之（2020年）（副音声なし）
  - 星野圭介（2021年）（副音声なし）
  - 星野圭介（2022年）（副音声なし）
  - 別井敬之（2023年）（副音声なし）
  - 西阪太志（2024年）（副音声なし）

### 特別協賛
実質上の冠スポンサーである「特別協賛」については、主催者である毎日新聞社が務めたほか、日清食品（1985年～1987年）、三和総合金融グループ（1988年～1992年）、ハウス食品（2000年～2007年）、パナソニック（2008年～2015年）が担当し、2016年から三菱電機が務めており、勝利チームには三菱電機杯が贈呈されている。ハウス食品は、2008年度より協賛スポンサーの一つとして参加している。なおテレビ中継は、1985年～1987年は日清食品の1社提供、1988年～1991年は三和総合金融グループ9社と関連2社の提供だった。1992年に関しては三和総合金融グループを筆頭とし、ハウス食品やSUNSTARなどの複数社となった。

### ライスボウルへの出場方法をめぐって
前述の通り2008年シーズンまでの甲子園ボウルは関西・関東の両学生連盟所属校による対抗戦でありながら、学生選手権とほぼ等しいとされており、勝者は学生チャンピオンと認知されていた。そのため、ライスボウルが社会人チャンピオンと対戦する全日本選手権となった1983年以降、自動的に出場することとなっていた。
その後選手権試合のオープン化が推進され2006年度より、東日本学生王者決定戦（シトロンボウル）の勝者・西日本学生王者決定戦（ウエスタンボウル）の勝者と併せて3チームから学生代表決定委員会が選定する形となり、一応は両連盟を除く各地域にも門戸を開いた形となった。
ただし、関西、関東両連盟の所属校と他の地域の連盟所属校の間には実力差がある。これはシトロンボウル・ウエスタンボウルへの関東・関西連盟からの各出場校はリーグ戦でも中位以下のチームが担っている事からも明らかである（2006年現在、ウエスタンボウルは8大学のリーグ戦中6位の大学が出場）。そのため、ボウルゲームとしての重みに違いがある。加えて学生代表決定委員会のメンバー、ならび大学の選定基準が不明である。結局、2006年度は甲子園ボウル優勝校である法政大学がライスボウルに出場した。
このような状況から、トーナメント方式の全日本選手権など学生日本一の決定プロセスに新たな枠組みを期待する声がかねてよりあり、これを踏まえ、前述のとおり、2009年シーズンから8連盟による全日本大学選手権に変更することが発表された。しかし、各リーグ戦運営日程への影響、出場各大学の移動費用その他の新たな運営負担、上記の実力の格差、所属連盟／リーグ編成の見直しの可能性など、解決すべき問題はなお多く残されている。
なお、ライスボウルへの学生の出場は2020年シーズンが最後となった。2022年1月開催から、ライスボウルは社会人日本一決定戦となり、学生の出場は甲子園ボウルまでとなる。

### 補足
第1回大会はボクシングの試合の前座イベントとして行われている。これは主催の毎日新聞社が、すり鉢状のスタンドを持つ甲子園球場での開催にこだわったからである。当日は、試合が長引いたため終了を待たずにボクシングの試合が行われている。